# Amerikansk poleja
Amerikansk poleja (Hedeoma pulegioides) är en kransblommig växtart som först beskrevs av Carl von Linné, och fick sitt nu gällande namn av Christiaan Hendrik Persoon. Enligt Catalogue of Life ingår Amerikansk poleja i släktet Hedeoma och familjen kransblommiga, men enligt Dyntaxa är tillhörigheten istället släktet Hedeoma och familjen kransblommiga. Arten förekommer tillfälligt i Sverige, men reproducerar sig inte. Inga underarter finns listade i Catalogue of Life.

## Bildgalleri

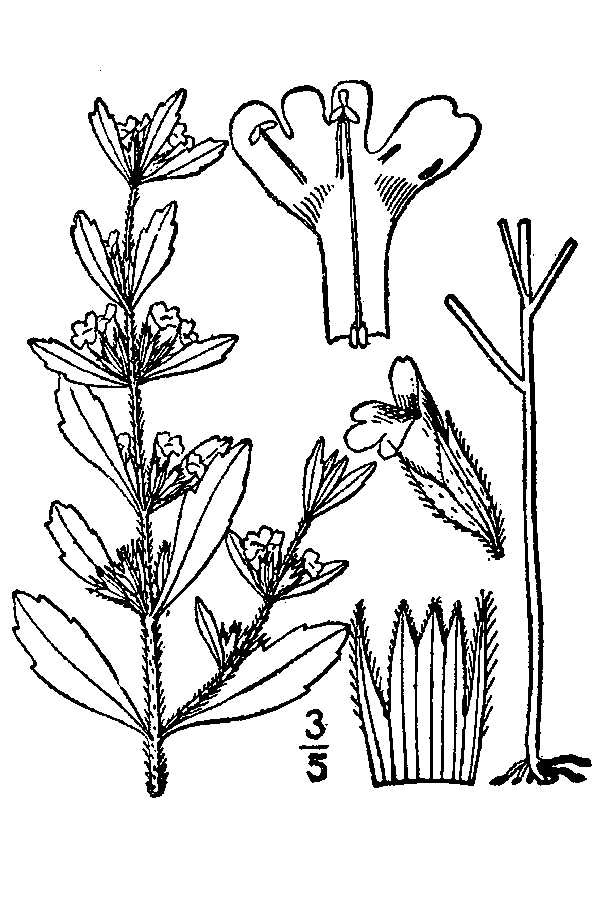
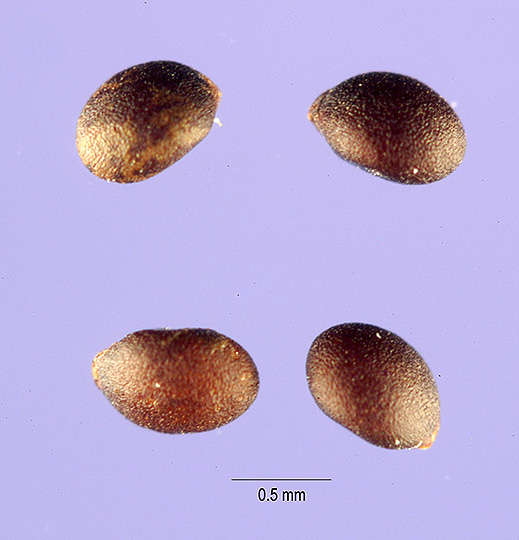